# Trapezia
Trapezia is een geslacht van kreeftachtigen uit de klasse van de Malacostraca (hogere kreeftachtigen).

## Soorten
- Trapezia areolata Dana, 1852
- Trapezia bella Dana, 1852
- Trapezia bidentata (Forskål, 1775)
- Trapezia cheni Galil, 1983
- Trapezia corallina Gerstaecker, 1856
- Trapezia cymodoce (Herbst, 1801)
- Trapezia danai Ward, 1939
- Trapezia dentata
- Trapezia digitalis Latreille, 1828
- Trapezia flavopunctata Eydoux & Souleyet, 1842
- Trapezia formosa Smith, 1869
- Trapezia garthi Galil, 1983
- Trapezia glaberrima (Herbst, 1799)
- Trapezia globosa Castro, 1997
- Trapezia guttata Rüppell, 1830
- Trapezia intermedia Miers, 1886
- Trapezia lutea Castro, 1997
- Trapezia maculata (MacLeay, 1838)
- Trapezia plana Ward, 1941
- Trapezia punctimanus Odinetz, 1984
- Trapezia richtersi Galil & Lewinsohn, 1983
- Trapezia rufopunctata (Herbst, 1799)
- Trapezia septata Dana, 1852
- Trapezia serenei Odinetz, 1983
- Trapezia speciosa Dana, 1852
- Trapezia tigrina Eydoux & Souleyet, 1842